# 西条地区
西条地区（さいじょうちく）とは、広島県東広島市の地区の一つ。合併前の賀茂郡西条町に相当する。

## 概要
東広島市中南部に位置している。9つある東広島市の地区の中で人口が最も多く、東広島市の中心市街地を形成している。
地理的には周囲を山に囲まれており、西条盆地を形成している。米作が盛んであるが、水源に乏しいため溜池が多く見られる。
地区内北部にある龍王山から日本酒の醸造に適した中硬度水が豊富に流れていること、季節による寒暖差が大きいことなどから醸造業が盛んであり、酒都とも称される。また京都府の伏見、兵庫県の灘と並んで日本三大酒処にも数えられている。
1982年から1995年にかけて、地区内への広島大学の統合移転が実施されたことから学園都市としての性格も有している。また、西条駅から広島駅まで山陽本線で40分程度であることから、広島市のベッドタウンとしても機能している。

## 地理
西条地区には合計58個の町丁字が存在し、うち16個の大字は「西条町」を冠する。

### 「西条町」を冠する大字
- 馬木
- 大沢
- 上三永
- 郷曽
- 西条
- 西条東
- 下見
- 下三永
- 寺家
- 助実
- 田口
- 土与丸
- 福本
- 御薗宇
- 森近
- 吉行

### その他の大字・町丁
- 西条朝日町
- 西条大坪町
- 西条岡町
- 西条上市町
- 西条御条町
- 西条栄町
- 西条昭和町
- 西条末広町
- 西条西本町
- 西条本町
- 鏡山
- 鏡山北
- 西条中央
- 西大沢
- 西条下見
- 三永
- 田口研究団地
- 西条東北町
- 西条土与丸
- 西条吉行東
- 寺家産業団地
- 寺家駅前

## 沿革
ここでは東広島市発足後の地区内のできごとについて記載する。
- 1974年（昭和49年）4月20日 - 賀茂郡西条町、志和町、高屋町、八本松町が新設合併し、東広島市が発足[7]。
- 1981年（昭和56年）4月1日 - 御薗宇小学校開校[8]。
- 1982年（昭和57年）4月1日 - 広島大学工学部が地区内に移転。以後1995年（平成7年）まで同大学の各学部・附属施設などの移転が進められる[7]。
- 1985年（昭和60年）4月1日 - 松賀中学校開校[9]。
- 1988年（昭和63年）3月13日 - 山陽新幹線東広島駅が開業[7]。
- 1988年（昭和63年）7月27日 - 山陽自動車道志和IC～西条IC間が開通。地区内に西条ICが設置される[7]。
- 1990年（平成2年）10月 - 第一回酒まつり開催[7]。
- 1990年（平成2年）11月30日 - 山陽自動車道西条IC～河内IC間が開通[7]。
- 1995年（平成7年）7月10日 - 国税庁醸造研究所（現酒類総合研究所）が移転[7]。
- 2001年（平成13年）4月1日 - 三ツ城小学校開校[10]。
- 2007年（平成19年）5月 - 東広島運動公園開業[7]。
- 2007年（平成19年）11月3日 - 東広島呉自動車道馬木IC〜上三永IC間が開通。地区内に上三永IC、下三永福本IC、馬木ICが設置される[7]。
- 2010年（平成22年）3月14日 - 東広島呉自動車道上三永IC～高屋JCT間が開通[7]。
- 2011年（平成23年）4月1日 - 中央中学校開校[11]。
- 2015年（平成27年）1月25日 - 西条駅の橋上化工事が完了[7]。
- 2015年（平成27年）3月15日 - 東広島呉自動車道馬木IC～黒瀬ICが開通[7]。
- 2016年（平成28年）4月1日 - 東広島芸術文化ホール「くらら」開業[7]。
- 2017年（平成29年）3月4日 - JR山陽本線寺家駅が開業[7]。
- 2018年（平成30年）4月10日 - 龍王小学校開校[12]。
- 2018年（平成30年）7月 - 平成30年7月豪雨により、西条地区でも被害が発生[13]。
- 2020年（令和2年）11月3日 - 東広島市立美術館が八本松地区から、西条地区中心部の西条栄町に移転[14]。

## 交通

### 鉄道
- JR山陽本線

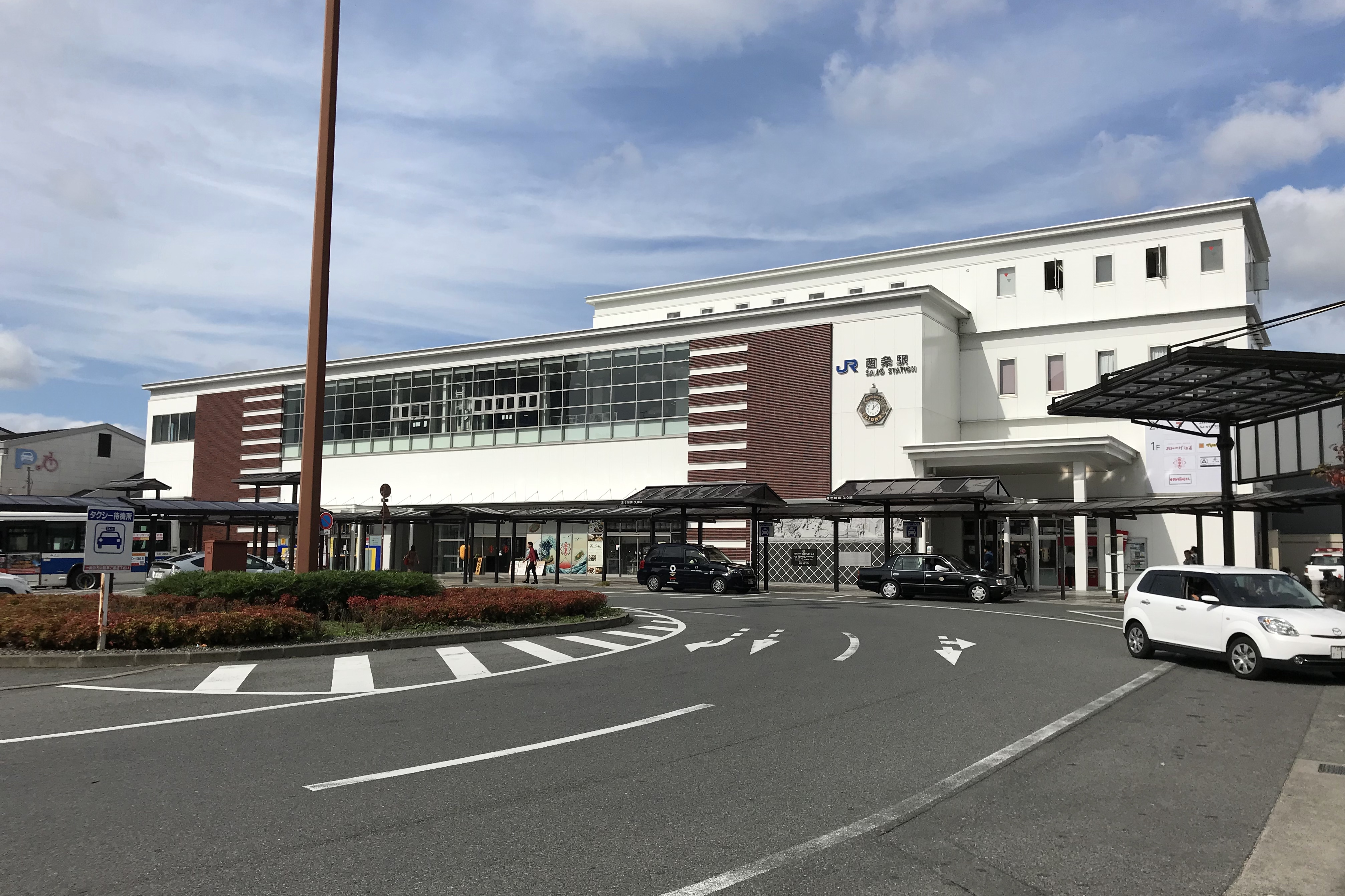
西条駅

  - （三原方面） - 西条駅 - 寺家駅 - （広島方面）

- 山陽新幹線
  - （新大阪方面） - 東広島駅 - （博多方面）

西条駅は西条地区ならびに東広島市の代表駅である。

### バス
JRバス中国と芸陽バスが地区内を走る路線バスを運行している。また、両社は東広島市から委託を受けてコミュニティバス「のんバス」も運行している。
| 運行会社                                              | 路線                                                        |
| ----------------------------------------------------- | ----------------------------------------------------------- |
| JRバス中国・芸陽バス共同運行                          | 西条駅 - ブールバール - 広島大学                            |
| JRバス中国・芸陽バス共同運行                          | 八本松駅 - 広島大学                                         |
| JRバス中国・芸陽バス共同運行                          | 東広島駅 - 広島大学                                         |
| JRバス中国・芸陽バス共同運行                          | のんバス                                                    |
| JRバス中国                                            | 西条駅 - 下見 - 広島大学                                    |
| JRバス中国                                            | 西条駅 - 御薗宇 - 賀茂精神医療センター - 広島国際大学・呉駅 |
| JRバス中国                                            | 西条駅 - 下見 - 広大西口 - 広島国際大学                     |
| JRバス中国                                            | 西条駅 - 東広島駅・広島国際大学                             |
| JRバス中国                                            | 西条駅 - 酒類総合研究所（広島中央サイエンスパーク）         |
| JRバス中国                                            | 西条駅 - 東広島医療センター                                 |
| 芸陽バス                                              |                                                             |
| 近畿大学 - 西条駅 - 東広島駅 - 安芸津駅               |                                                             |
| 西条駅 - 東広島駅 - 竹原駅                            |                                                             |
| 西条駅 - 瀬野駅・広島バスセンター                     |                                                             |
| 西条駅 - 磯松団地 - 篠 - 造賀 - 豊栄                  |                                                             |
| 西条駅 - 造賀 - 久芳 - 豊栄                           |                                                             |
| 西条駅 - 八本松駅 - 志和地区内循環 - 八本松駅 -西条駅 |                                                             |
| 西条駅 - 吉川工業団地・田口研究団地                   |                                                             |
| 西条駅 - 広島空港（エアポートリムジン）               |                                                             |

このほか、西条駅（南口・北口）および広大中央口バス停から大阪方面の、（広島大学）学生会館前バス停から東京方面の高速バスが運行されている。

### 道路

#### 高速道路
- 山陽自動車道 - 西条IC

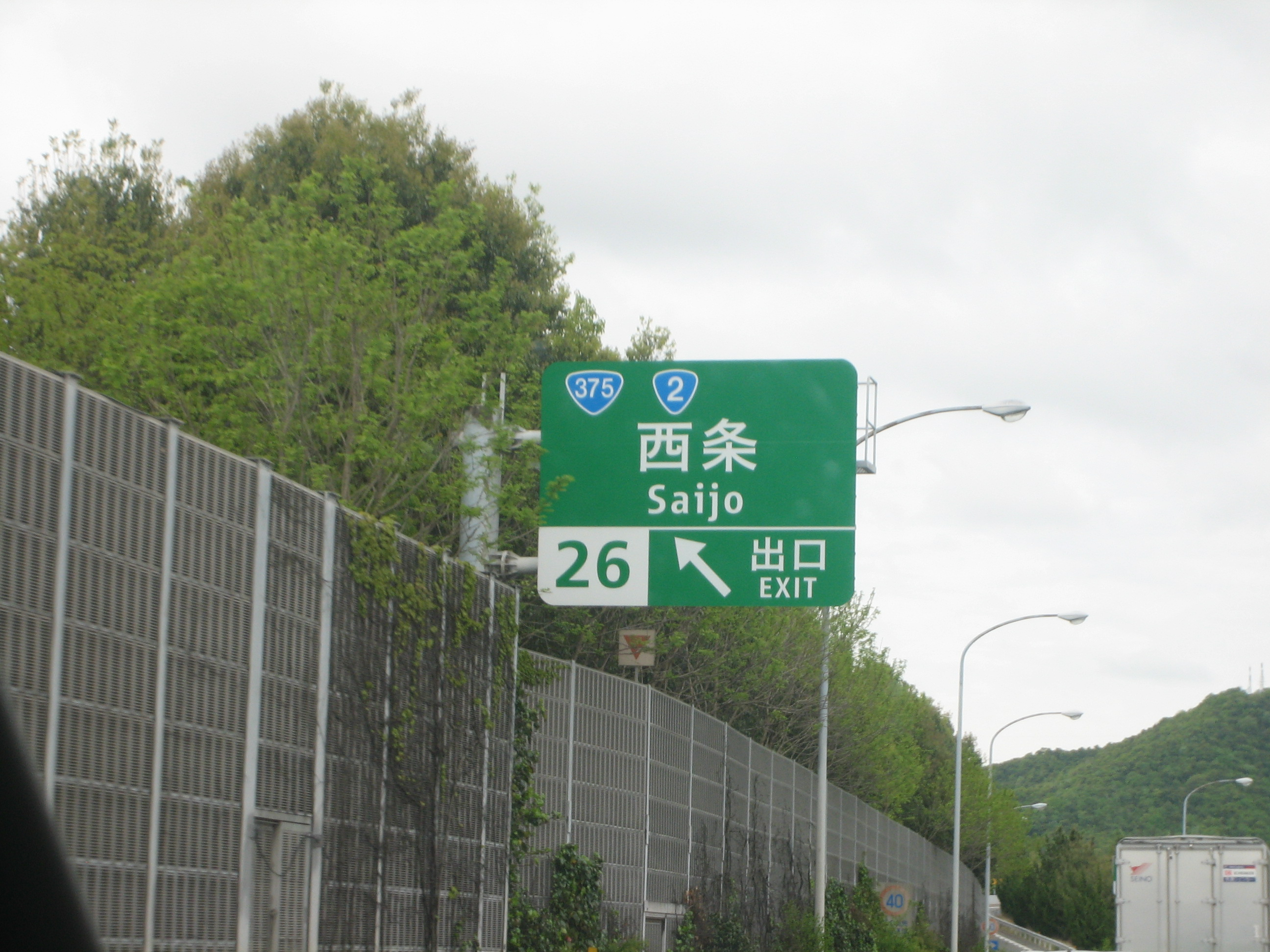
西条IC

- 東広島呉自動車道 (無料) - （高屋JCT方面） - 上三永IC - 下三永福本IC - 馬木IC - （阿賀IC方面）

#### 一般国道
- 国道2号 - 地区内全区間が西条バイパスないし田万里バイパスとして供用されている。西条バイパス内には道の駅西条のん太の酒蔵が設置されている。
- 国道486号
- 国道375号 - 一部区間が御薗宇バイパスとして供用されている。

#### 主要地方道
- 広島県道32号安芸津下三永線
- 広島県道59号東広島本郷忠海線
- 広島県道67号馬木八本松線

#### 一般地方道
- 広島県道195号西条停車場線
- 広島県道329号飯田吉行線
- 広島県道330号上三永竹原線
- 広島県道331号下三永吉川線
- 広島県道332号吉川西条線

## 施設

### 公共施設・行政施設
- 東広島市役所
- 東広島警察署
  - 西条駅前交番
  - 寺西交番
  - 広大前交番
- 東広島簡易裁判所
- 東広島消防署
- 東広島芸術文化ホール「くらら」

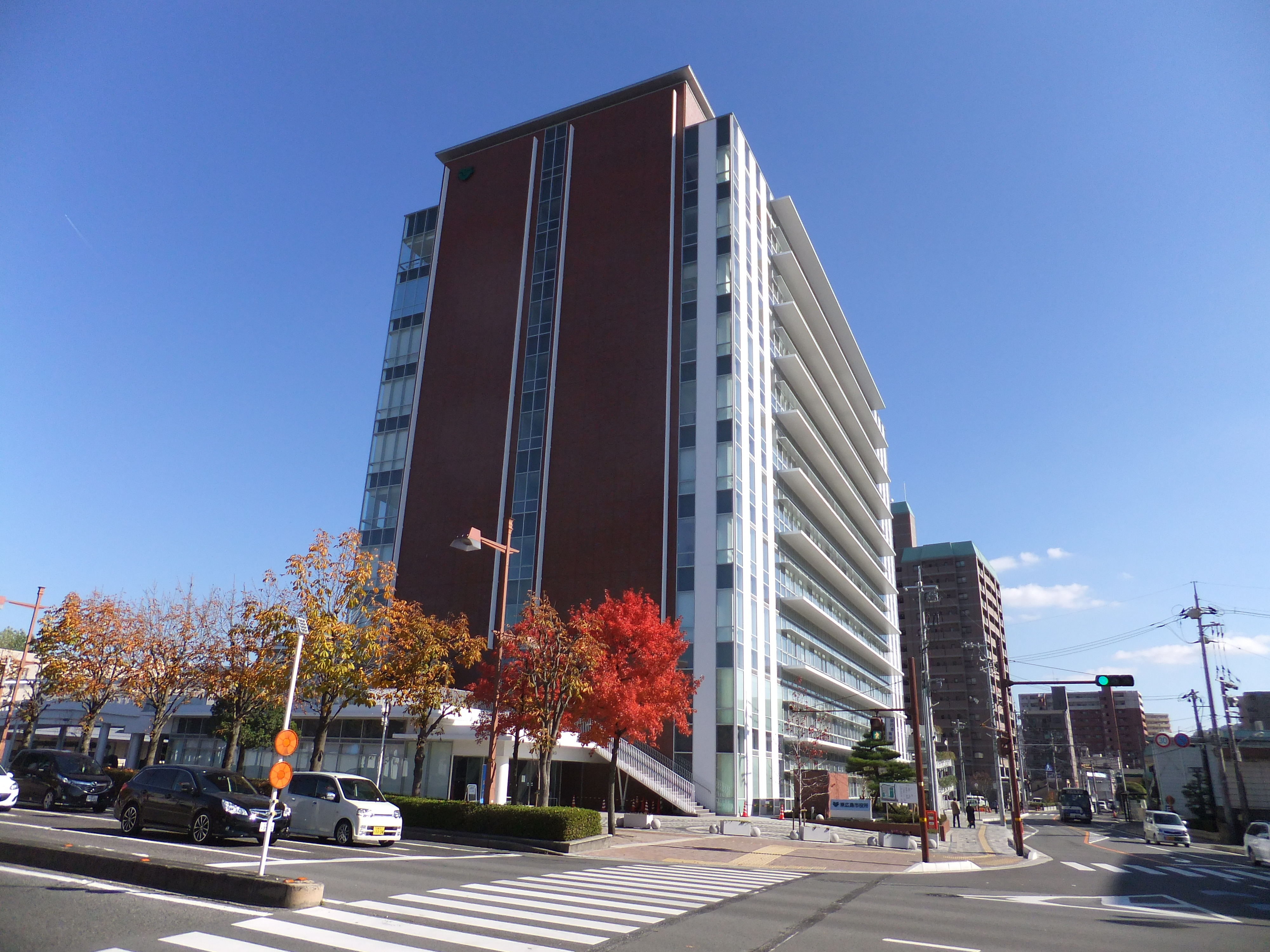
東広島市役所

- 東広島市市民文化センター（サンスクエア東広島）
- 東広島市立中央図書館
- 東広島市立美術館
- 安芸西条郵便局

### 医療施設
- 西条中央病院
- 東広島医療センター
- 井野口病院
- 本永病院
- 東広島記念病院
- 広島県立障害者リハビリテーションセンター

### スポーツ・レクリエーション施設
- 東広島運動公園（アクアパーク）
- 憩いの森公園
- 東広島市グリーンスポーツセンター

### 学校等

#### 幼稚園・こども園
- 広島大学附属幼稚園
- 東広島市立御薗宇幼稚園
- 西条幼稚園
- 西条ルーテル幼稚園
- 認定こども園 さざなみの森

#### 小学校
- 東広島市立龍王小学校
- 東広島市立西条小学校
- 東広島市立東西条小学校
- 東広島市立御薗宇小学校
- 東広島市立郷田小学校
- 東広島市立板城小学校
- 東広島市立三永小学校
- 東広島市立寺西小学校
- 東広島市立三ツ城小学校
- 東広島市立平岩小学校

#### 中学校
- 東広島市立西条中学校
- 東広島市立松賀中学校
- 東広島市立向陽中学校
- 東広島市立中央中学校

#### 高等学校
- 広島県立賀茂高等学校
- 広島県立西条農業高等学校

#### 大学
- 広島大学東広島キャンパス
  - アリゾナ州立大学日本校
  - サンダーバードグローバル経営大学院日本校
- エリザベト音楽大学西条キャンパス

#### その他の学校等
- 賀茂自動車学校
- 東広島自動車学校

### 商業施設
- ゆめタウン東広島
- ゆめタウン学園店
- ゆめモール西条
- フジグラン東広島
- ハローズ東広島モール - 旧西条プラザ跡地

## 史跡・名所など
- 安芸国分寺跡 - 国指定の史跡
- 西条酒蔵通り
- 三ツ城古墳 - 国指定の史跡
- 旧石井家住宅 - 市重要文化財
- 鏡山城跡 - 県指定の史跡
- 御薗宇城 - 県指定の史跡
- 吾妻子の滝

## 行事
- 御建神社祇園祭り（7月）
- 酒まつり（10月）

## 学区
地区内に居住して公立小・中学校に通学する場合、学区は以下のようになる。
| 小学校             | 中学校       |
| ------------------ | ------------ |
| 龍王小学校         | 西条中学校   |
| 西条小学校（一部） | 西条中学校   |
| 西条小学校（一部） | 松賀中学校   |
| 東西条小学校       | 松賀中学校   |
| 御薗宇小学校       | 松賀中学校   |
| 郷田小学校         | 向陽中学校   |
| 板城小学校         | 向陽中学校   |
| 三永小学校         | 向陽中学校   |
| 寺西小学校         | 中央中学校   |
| 三ツ城小学校       | 中央中学校   |
| 高屋西小学校       | 高屋中学校   |
| 平岩小学校         | 磯松中学校   |
| 八本松小学校       | 八本松中学校 |
| 吉川小学校         | 八本松中学校 |

## その他
- 市外局番は082（東広島MA）である[19]。